# Homeopathy
Homeopathy és una revista mèdica que tracta sobre investigacions que fan debats sobre tots els aspectes de l'homeopatia, una pseudociència o medicina alternativa. La revista es va establir l'any 1911 com a British Homeopathic Journal, com a resultat de la unió entre la British Homoeopathic Review i el Journal of the British Homoeopathic Society. Utilitza el seu nom actual des de 2001 i l'editor en cap és Robert Mathie.
La revista va ser publicada inicialment per Nature Publishing Group, i anteriorment va ser publicada per Elsevier. La decisió d'Elsevier de publicar aquesta revista s'ha posat en dubte, amb l'existència de la prova de la ineficàcia inutilitat de l'homeopatia. El vicepresident de Relacions Corporatives Globals , Thomas Reller, ha perseverat amb què la decisió de publicar la revista si va ser presa per Elsevier. La revista és publicada per Thieme Medical Publishers des del 2018.

## Abstracció i indexació
La revista es resumeix als següents enllaços en anglès:
- CINAHL
- Continguts actuals[8]
- Excerpta Medica[9]
- / MEDLINE / PubMed[1]
- Sience Citation Index Expanded[8]
- Scopus[10]

Segons el Journal Citation Reports, la revista va tenir un factor d'impacte l'any 2019. El factor d'impacte l'any 2015 es va suprimir a causa de les seves autocitacions.